# Preußische EG 507 und EG 508
Die EG 507 und EG 508 waren elektrische Lokomotiven der Preußischen Staatseisenbahnen, die für den Nahgüterverkehr auf dem Netz der Berliner Stadt-, Ring- und Vorortbahnen gedacht waren. Sie waren die Nachfolger der EG 502–505 sowie der EG 506. Bei der Deutschen Reichsbahn Gesellschaft erhielten sie die Nummern E 70 07–08.

## Geschichte
Die Preußische Staatseisenbahn bestellte 1910 für das zur Elektrifizierung vorgesehene Netz der Berliner Stadt-, Ring- und Vorortbahnen zehn Lokomotiven mit der Achsfolge D für die Bespannung von Nahgüterzügen. Bis zum Ausbruch des Ersten Weltkriegs lieferten die beauftragten Firmen BMAG und MSW zwei Lokomotiven mit der Bezeichnung EG 507 und EG 508. Durch den Ersten Weltkrieg konnten keine weiteren Lokomotiven mehr geliefert werden. Die KPEV setzte die Lokomotiven bis 1914 auf der Strecke Dessau–Bitterfeld ein. Nach der Einstellung des elektrischen Betriebes infolge der Kriegsereignisse wurden sie nach Schlesien zum Betrieb auf der Strecke Niedersalzbrunn-Halbstadt im Güterverkehr versetzt. Die Lokomotive war dort nur eine Notlösung, da die bestellten Lokomotiven (Preußische EG 538abc bis EG 549abc (spätere E 91.3) noch nicht geliefert werden konnten. Nach der Ausbreitung des elektrischen Betriebes verkehrten sie auch auf anderen elektrifizierten Strecken in Schlesien. Die Höchstgeschwindigkeit wurde nach den Probefahrten von 70 km/h auf 50 km/h gesenkt, was auf nicht befriedigende Laufeigenschaften der Lokomotive schließen lässt.
Nachdem die bestellten Güterzuglokomotiven auf dem schlesischen Netz erschienen, wurden beide Lokomotiven nach München versetzt, wo sie auf verschiedenen Bahnhöfen Rangierdienste versahen. Die E 70 07 wurde dort 1928 und die E 70 08 1938 ausgemustert.

## Konstruktive Merkmale
Die Lokomotive war eine Einrahmenlokomotive mit einem Fahrmotor und Stangenantrieb. Die inneren beiden Achsen waren im Rahmen fest gelagert, die erste und vierte Achse hatten ein Seitenspiel von ±10 mm. Der Hauptrahmen war in Plattenbauweise ausgeführt und durch die Pufferbohle, Querversteifungen und die Tragverbindungen für den Motor verstärkt. Gegenüber den Vorgängerlokomotiven besaß die Lokomotive nur einen Führerstand im Fahrzeugkasten, der davor liegende Maschinenraum war schmal gehalten und vorne abgerundet. Eine Blechverkleidung des Fahrmotors und der Antriebsstangen schloss die Fahrzeugbreite ab. Der Maschinenraum besaß mehrere verschließbare, zum Teil mit Lüftungsgittern versehene Klappen. Die Lokomotive besaß die pneumatische Bremse Kzbr, mit ihr wurden alle Achsen beidseitig abgebremst.
Der Haupttransformator war ein durch den Fahrtwind gekühlter Trockentransformator in Kernbauweise. Der Fahrmotor war ein kompensierter Wechselstrom–Reihenschlussmotor. Er besaß zwei Kommutatoren und zwei je nach der Fahrtrichtung getrennte Wicklungen. Er wurde über fünf Schütze von den entsprechenden Anzapfungen der Sekundärwicklung des Transformators gesteuert. Das Fahrzeug war für eine Vielfachsteuerung ausgelegt.